# Catedral de San Ignacio de Loyola (Vilna)
La Catedral de San Ignacio de Loyola  o simplemente Iglesia de San Ignacio (en lituano: Šv. Ignoto katedra o Šv. Ignoto bažnyčia) es un edificio religioso de la Iglesia católica que sirve como la catedral del ordinariato militar de Lituania, está situada en la capital del país, Vilna.
Los primeros jesuitas llegaron a Vilna en 1602, ellos abrieron un internado en la ciudad, y comenzaron la construcción de la iglesia de San Ignacio en 1622 en estilo barroco. La iglesia fue consagrada por el arzobispo Lubartowicz Sanguszko en 1647. El incendio de 1748 que devastó Vilna marcó profundamente el centro histórico de la ciudad y numerosos edificios históricos, como la iglesia de San Ignacio, tuvieron que ser reconstruidos o sometidos a las obras de restauración en estilo barroco tardío. Con la disolución de la Compañía de Jesús en 1773, la iglesia fue confiada a los escolapios, mientras que la universidad se convirtió en un cuartel en 1798 y la iglesia asumió el papel de la iglesia de la guarnición.
En 1925 la iglesia se convirtió en un lugar de culto para la guarnición polaca y el interior fue renovado con nuevos frescos, en lugar de las antiguas decoraciones que se perdieron. La iglesia fue cerrada en 1945, cuando se incorporó Vilna a la República Socialista Soviética de Lituania, y se utilizó como un cine y como sala de conciertos de la Orquesta Filarmónica de la ciudad, mientras que la primera universidad se convirtió en una biblioteca técnica. Tras la disolución de la URSS La iglesia, regresó a la Arquidiócesis de Vilna, fue restaurada en 2002 y 2003 y ya no mantiene ningún tipo de decoración de su prestigioso pasado. 
El 23 de noviembre de 2004, la iglesia fue elevada a catedral para el Ordinariato Militar en Lituania. 

## Véase también

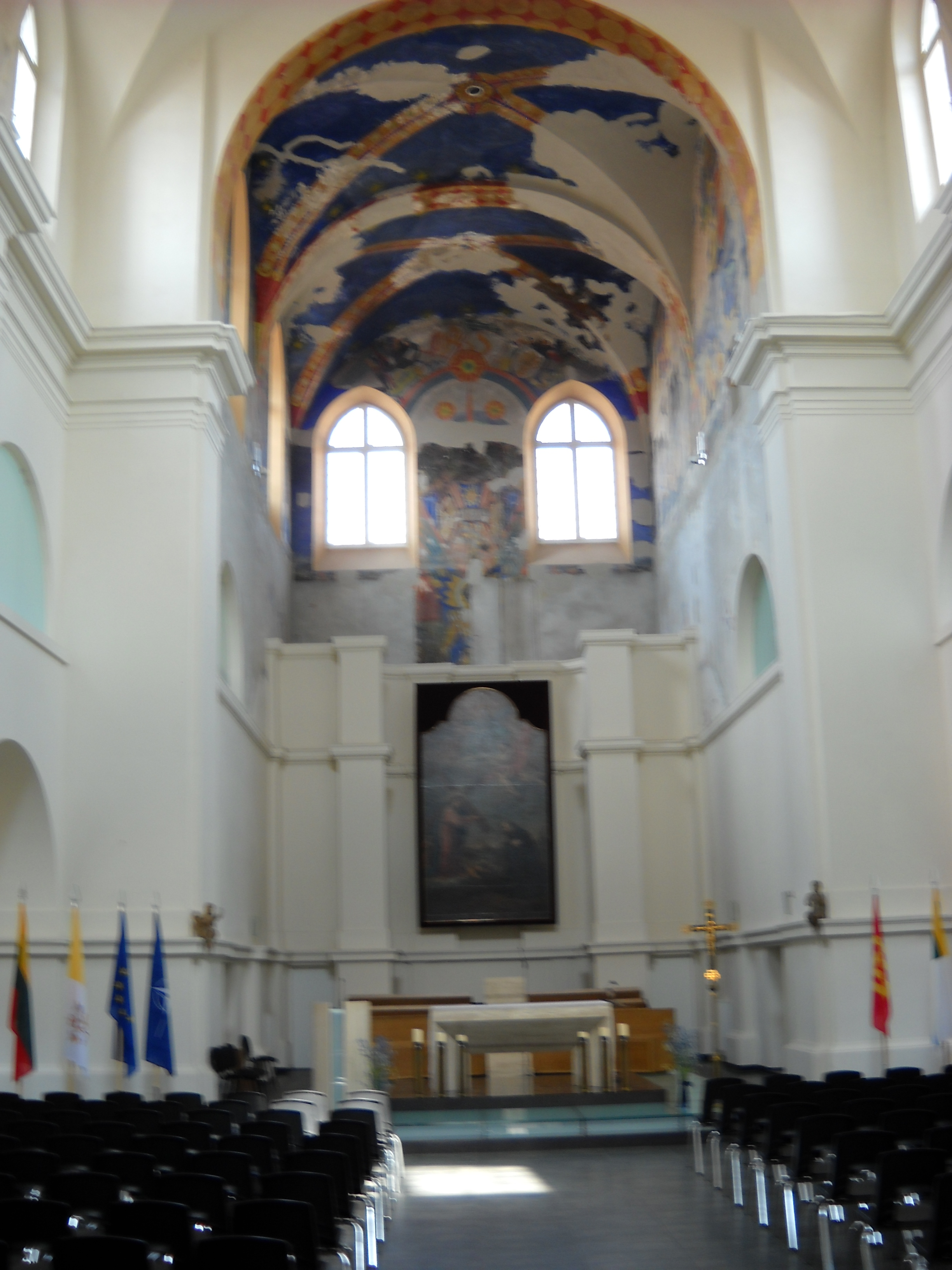
Vista interna